# العلاقات السلوفاكية القبرصية
العلاقات السلوفاكية القبرصية هي العلاقات الثنائية التي تجمع بين سلوفاكيا وقبرص.

## مقارنة بين البلدين
هذه مقارنة عامة ومرجعية للدولتين:
| وجه المقارنة                                              | سلوفاكيا                                                       | قبرص                                                                 |
| --------------------------------------------------------- | -------------------------------------------------------------- | -------------------------------------------------------------------- |
| المساحة (كم2)                                             | 49.03 ألف                                                      | 9.24 ألف                                                             |
| عدد السكان (نسمة)                                         | 5.44 مليون                                                     | 1.14 مليون                                                           |
| الكثافة السكانية (ن./كم²)                                 | 110.95                                                         | 123.38                                                               |
| العاصمة                                                   | براتيسلافا                                                     | نيقوسيا                                                              |
| اللغة الرسمية                                             | اللغة السلوفاكية                                               | اليونانية الحديثة، اللغة التركية، لغة يونانية                        |
| العملة                                                    | كرونة سلوفاكية، يورو                                           | يورو، جنيه قبرصي                                                     |
| الناتج المحلي الإجمالي (بليون دولار)                      | 95.77 مليار                                                    | 21.65 مليار                                                          |
| الناتج المحلي الإجمالي (تعادل القوة الشرائية) بليون دولار | 162.34 مليار                                                   | 26.73 مليار                                                          |
| الناتج المحلي الإجمالي الاسمي للفرد دولار أمريكي          | 16.09 ألف                                                      | 23.24 ألف                                                            |
| الناتج المحلي الإجمالي للفرد دولار أمريكي                 | 30.46 ألف                                                      | 30.24 ألف                                                            |
| مؤشر التنمية البشرية                                      | 0.844                                                          | 0.850                                                                |
| رمز المكالمات الدولي                                      | +421                                                           | +357                                                                 |
| رمز الإنترنت                                              | .sk                                                            | .cy                                                                  |
| المنطقة الزمنية                                           | توقيت وسط أوروبا، ت ع م+01:00، ت ع م+02:00، أوروبا/براتيسلافا ‏ | ت ع م+02:00، ت ع م+03:00، توقيت شرق أوروبا، توقيت شرق أوروبا الصيفي ‏ |

## مدن متوأمة
في ما يلي قائمة باتفاقيات التوأمة بين مدن سلوفاكية وقبرصية:
- ترتبط براتيسلافا مع Larnaca Municipality  [لغات أخرى]‏ باتفاقية توأمة منذ 3 أبريل 1969.[15][15][16][16]
- ترتبط زفولن مع Agros, Cyprus [الإنجليزية]‏ باتفاقية توأمة.

## منظمات دولية مشتركة
يشترك البلدان في عضوية مجموعة من المنظمات الدولية، منها:
| علم المنظمة | اسم المنظمة                               | تاريخ انضمام سلوفاكيا | تاريخ انضمام قبرص |
| ----------- | ----------------------------------------- | --------------------- | ----------------- |
|             | المنظمة الأوروبية لسلامة الملاحة الجوية   | 1997                  | 1991              |
|             | منظمة الشرطة الجنائية الدولية             | ?                     | ?                 |
|             | الاتحاد البريدي العالمي                   | ?                     | ?                 |
|             | منظمة التجارة العالمية                    | ?                     | ?                 |
|             | الفريق المعني برصد الأرض                  | ?                     | ?                 |
|             | مجموعة الموردين النوويين                  | ?                     | ?                 |
|             | مؤسسة التنمية الدولية                     | 1993                  | 2 مارس 1962       |
|             | منظمة الأمن والتعاون في أوروبا            | 1993                  | 25 يونيو 1973     |
|             | مؤسسة التمويل الدولية                     | 1993                  | 2 مارس 1962       |
|             | منظمة حظر الأسلحة الكيميائية              | ?                     | ?                 |
|             | الأمم المتحدة                             | 19 يناير 1993         | 20 سبتمبر 1960    |
|             | الاتحاد الدولي للاتصالات                  | 23 فبراير 1993        | 24 أبريل 1961     |
|             | الاتحاد الأوروبي                          | 1 مايو 2004           | 1 مايو 2004       |
|             | البنك الدولي للإنشاء والتعمير             | 1993                  | 21 ديسمبر 1961    |
|             | مجموعة أستراليا                           | 1994                  | 2000              |
|             | المركز الدولي لتسوية المنازعات الاستشارية | 26 يونيو 1994         | 25 ديسمبر 1966    |
|             | وكالة ضمان الاستثمار متعدد الأطراف        | 1993                  | 12 أبريل 1988     |
|             | يونسكو                                    | 9 فبراير 1993         | 6 فبراير 1961     |

## وصلات خارجية
- موقع وزارة الخارجية السلوفاكية
- موقع وزارة الخارجية القبرصية